# Jacqueline Hill
Jacqueline Hill (17 de diciembre de 1929-18 de febrero de 1993) era una actriz británica especialmente conocida por su papel de Barbara Wright en la serie británica de ciencia ficción de la BBC Doctor Who. Como la profesora de historia de la nieta del Doctor, Susan Foreman, fue una de los primeros acompañantes que aparecieron en el programa en 1963, y Hill fue la que pronunció las primeras líneas de diálogo en la historia de la serie. Siguió interpretando el papel durante unos dos años, abandonando el programa en 1965 al mismo tiempo que su acompañante William Russell que interpretaba a Ian Chesterton. Hill volvería a aparecer en la serie en 1980, en la historia Meglos, interpretando a la sacerdotisa Lexa.

## Biografía
Hill estudió en la Royal Academy of Dramatic Art e hizo su debut escénico en el West End de Londres en The Shrike. Después hizo muchos otros papeles, entre otros, en televisión Shop Window, Fabian of the Yard y An Enemy of the People. En 1958 se casó con el director Alvin Rakoff, tras haber aparecido un año antes en su adaptación para la BBC de la obra de Rod Serling Requiem for a Heavyweight, protagonizada por un entonces casi desconocido Sean Connery, que había sido elegido por Rakoff siguiendo la sugerencia de Hill, que creyó que él sería popular entre el público femenino.
Hill recibió la oferta de interpretar a Barbara Wright en Doctor Who, después de que ella y la productora Verity Lambert, a quien conocía de encuentros de sociedad, hablaran del papel en una fiesta. Poco después de abandonar la serie en 1965, abandonó la interpretación para cuidar de su familia, su hija Sasha y su hijo John. Volvería a la escena a finales de los setenta, apareciendo en televisión, entre otros programas en Tales of the Unexpected y como Lady Capuleto en la versión de BBC Television Shakespeare de Romeo y Julieta en 1978. Fallecería por cáncer de huesos en 1993.

## Filmografía selecta
- The Blue Parrot (1953)
- The Comedy Man (1964)